# Yasukazu Tanaka
Yasukazu Tanaka, född 15 juni 1933 i Japan, är en japansk tidigare fotbollsspelare.